# 奥斯瓦尔德·丹尼森
奥斯瓦尔德·丹尼森（英語：Oswald Denison，1905年6月29日—1990年11月15日），新西兰男子赛艇运动员。他曾代表新西兰参加1938年大英帝国运动会赛艇比赛，获得男子八人单桨有舵手铜牌。